# Геоархеология
Геоархеологията е дял на археологията, който използва техники и предмети от география, геология, геофизика и други науки за Земята. Геоархеолозите изучават естествените физически процеси, които засягат археологическите обекти като геоморфология, образуването на обекти чрез геоложки процеси, както и ефектите върху погребаните обекти и артефактите след отлагане. Работата на геоархеолозите често включва проучване на почвата и утайките, могат също така да използват – компютърна картография, географски информационни системи (ГИС) и дигитален модел на релефа (DEM).